# جوناثان سميث (لاعب كرة قدم)
جوناثان سميث (بالإنجليزية: Jonathan Smith )‏ (و. 1986  م) هو لاعب كرة قدم، من المملكة المتحدة، ولد في برستون، يلعب كلاعب وسط.

## روابط خارجية
- جوناثان سميث على موقع قاعدة بيانات كرة القدم.إي يو (الإنجليزية)
- جوناثان سميث على موقع Soccerbase.com (لاعب) (الإنجليزية)
- جوناثان سميث على موقع Soccerway.com (الإنجليزية)